# Підгорнівське сільське поселення
Підго́рнівське сільське поселення — муніципальне утворення в складі Кіясовського району Удмуртії, Росія. Адміністративний центр — село Підгорне.
Населення становить 1980 осіб (2019, 2195 у 2010, 2173 у 2002).
40 % території поселення займають ліси, які розташовуються по західній межі поселення.

## Історія
Даниловська сільська рада та Тімеєвська сільська рада були утворені 1924 року шляхом перетворення волостей в складі новоствореного Кіясовського району Сарапульського округу Уральської області. 1 січня 1932 року постановою президії ВЦВК сільради були передані разом з районом до складу Сарапульського району Уральської області. В лютому 1934 року сільради разом з районом увійшли до складу Свердловської області, але із 7 грудня увійшли до складу Кіровського краю. З 23 січня 1935 року Кіясовський район був відновлений, з грудня 1936 року він став частиною Кіровської області, до складу району були повернуті і сільради. Постановою ВЦВК від 22 жовтня 1937 року сільради разом з районом увійшли до складу новоствореної Удмуртської АРСР.
Згідно з указом президії ВР РРФСР від 16 червня 1954 року Даниловська сільрада була перетворена в Атабаєвську сільську раду, до неї була приєднана також ліквідована Тимеєвська сільська рада. Згідно з указом президії ВР Удмуртської АРСР від 23 липня 1957 року Атабаєвська сільрада була перетворена в Підгорнівську сільську раду. Постановою президії ВР Удмуртської АРСР від 8 грудня 1962 року та указами президії ВР РРФСР від 1 лютого 1963 року і президії ВР Удмуртської АРСР від 5 березня район був ліквідований, сільрада передана до складу Іжевського району. Постановою президії ВР Удмуртської АРСР від 11 січня 1965 року та указами президії ВР РРФСР від 12 січня і президії ВР Удмуртської АРСР від 16 січня сільрада відійшла до складу Малопургинського району. Згідно з указами президії ВР РРФСР від 3 листопада 1965 року та президії ВР Удмуртської АРСР від 16 листопада Кіясовський район був відновлений, до нього була повернута і сільрада. 2006 року, після адміністративної реформи, сільрада перетворена в сільське поселення.

## Склад
До складу поселення входять такі населені пункти:
| Населений пункт       | Населення, осіб (2002) | Населення, осіб (2010) |
| --------------------- | ---------------------- | ---------------------- |
| Атабаєво, присілок    | 457                    | 451                    |
| Данилово, село        | 111                    | 89                     |
| Підгорне, село        | 1552                   | 1621                   |
| Пушин Мис, присілок   | 5                      | 6                      |
| Тімеєво, село         | 5                      | 1                      |
| Троєглазово, присілок | 43                     | 27                     |